# 江原騎士
江原 騎士（えはら ないと、1993年7月30日 - ）は、日本の男子競泳の元選手。専門は自由形。2016年リオデジャネイロ五輪競泳800m自由形リレー銅メダリスト。2018年アジア大会では800m自由形リレー金メダル、400m自由形銀メダル。山梨県甲府市出身。山梨学院大学卒業。山本光学所属。元幹部自衛官（自衛隊体育学校所属、3等陸尉）。

## 人物
甲府市立富竹中学校、山梨学院高等学校、山梨学院大学を卒業。
高校2年次の2010年に沖縄県で開催された平成22年度全国高等学校総合体育大会競泳の部男子100m自由形で51秒56のタイムで優勝。
山梨学院大学進学後、2015年夏季ユニバーシアード（大韓民国・光州市）に日本代表として出場し、男子4×200m（800m）フリーリレーで3位に入り銅メダルを獲得した。また2015年世界水泳選手権（ロシア連邦・カザン）では当初は日本代表メンバー入りしていなかったが、萩野公介の故障離脱という緊急事態を受けて急遽召集される。世界選手権では男子4×200m（800m）フリーリレーに出場、予選で10位となり決勝進出はならなかったが2016年リオデジャネイロオリンピックの同種目出場権確保に力を尽くした。
2016年、大学卒業と同時に自衛隊に入隊し、自衛隊体育学校に所属。同年の第92回日本選手権水泳競技大会男子400m自由形では3分47秒43の記録で優勝（オリンピック派遣標準記録には達せず）、男子200m自由形で1分46秒89のタイムで3位となり、フリーリレーメンバーとしてリオデジャネイロオリンピック日本代表に選ばれた。
2016年、リオデジャネイロオリンピックに出場。男子400m自由形では予選落ちとなったが、本命の男子4×200m（800m）フリーリレーでは第1泳者の萩野の後を受けて第2泳者として決勝レースに出場し（第3泳者小堀勇氣、アンカー松田丈志）、1964年東京オリンピック以来52年ぶりとなる銅メダル獲得に貢献した。埼玉県から彩の国功労賞を受賞した。
インドネシアのジャカルタで開催された2018年アジア競技大会に出場し、男子4×200m（800m）自由形リレーで金メダルを、男子400m自由形では銀メダルを獲得した。
2021年4月に、スポーツ用ゴーグル類のブランド「SWANS」のメーカーである山本光学株式会社にアスリート社員として入社した。
2022年3月に国際大会日本代表選手選考会の400m自由形に出場して3分47秒74で優勝したが、2022年世界水泳選手権および2022年アジア競技大会の派遣標準記録はクリアできなかった。しかし翌月の第98回日本選手権400m自由形で3位に入り、アジア大会代表に選出された。
2024年5月15日に現役引退を発表した。